# 里見英樹 (経営者)
里見 英樹（さとみ　えいき、1961年 - ）は、日本の実業家。札幌市中央区に本社を置く株式会社メディア・マジックの代表取締役で、京都情報大学院大学の教授である。北海道芦別市出身。

## 略歴
- 北海道芦別高等学校を経て、1982年に北海道情報専門学校情報処理専門科を卒業[3]。ソフトウェア会社に入社し、多数のソフト開発を手がけ様々な賞を受賞[4]。独立支援者に出会ったことがきっかけで、1996年にメディア・マジックを創業する。
- 小樽商科大学大学院商学研究科アントレプレナーシップ専攻（専門職大学院）修了、経営管理修士（専門職）
- 株式会社メディア・マジック 代表取締役
- 北海道モバイルコンテンツ・ビジネス協議会 相談役[5]
- 北海道情報システム産業協会（HISA） 副会長[6]
- 北海道IT推進協会 副会長[7]
- 北海道日中経済友好協会 会長
- 北海道コンピュータ関連産業健康保険組合 選定議員[8]
- 北海道ソフトウエア事業協同組合 理事
- 星槎道都大学 理事・評議委員[9]
- 京都情報大学院大学 教授
- 札幌商工会議所 常議員 情報部会長

## 受賞歴
- 電脳ソフト夢募集オープン部門優秀賞
- AVAグランプリ（現デジタルコンテンツグランプリ）通産大臣賞
- 札幌商工会議所「北の起業家表彰」奨励賞
- 北海道経済産業局「北海道IT経営貢献賞」
- 経済産業省「はばたく中小企業・小規模事業者300社」に選定[10]